# Rhyparus obsoletus
Rhyparus obsoletus är en skalbaggsart som beskrevs av Leon Fairmaire 1893. Rhyparus obsoletus ingår i släktet Rhyparus och familjen Aphodiidae. Inga underarter finns listade i Catalogue of Life.